# Escola do Serviço de Saúde Militar
A Escola do Serviço de Saúde Militar (ESSM) é um estabelecimento de ensino militar português na área da saúde.

## Missão da Escola do Serviço de Saúde Militar
A Escola do Serviço de Saúde Militar tem como missão a realização de cursos de formação profissional de nível não superior na área da saúde.

## Historial

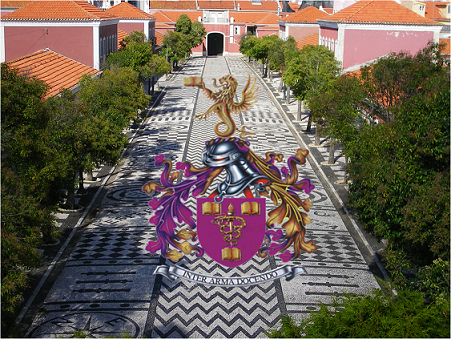
Parada da ESSM

A Escola do Serviço de Saúde Militar (ESSM) foi criada pelo Decreto-Lei nº 266/79,de 2 de agosto, como estabelecimento de ensino técnico-militar, funcionando na directa dependência do Chefe do Estado-Maior-General das Forças Armadas.
Com a sua criação foram extintas a Escola de Enfermagem da Armada e a Escola do Serviço de Saúde do Exército, sendo a ESSM herdeira destas escolas, revertendo para si os respectivos patrimónios escolares.
O seu primeiro regulamento foi aprovado pela Portaria n.º 582/80, de 10 de setembro
O ensino nesta escola abrangia então três áreas distintas, dependentes de uma direcção de ensino: a enfermagem, os cursos de tecnologias de saúde e os cursos de saúde militar.
O curso de enfermagem foi sempre o de maior expressão, sobretudo pelo número de alunos que o frequentaram e frequentam, relativamente aos outros cursos. Foi também o que sofreu maiores transformações, acompanhando a evolução do ensino de enfermagem ocorrida a nível nacional. Passou a conferir o grau de bacharel em 1998 e o grau de licenciatura em 2001. Desde esta data, e à semelhança de outras escolas de enfermagem, foram ministrados, paralelamente, cursos de Complemento de Formação em Enfermagem, destinados à aquisição do grau de licenciatura pelos profissionais detentores do grau de bacharel.
Os cursos de tecnologias de saúde, nas áreas de Análises Clínicas, Saúde Pública, Cardiopneumografia, Farmácia, Fisioterapia e Radiologia conferem o grau de bacharel desde 1998.
Os cursos de saúde militar, não são conferentes de grau académico e envolvem diversas áreas de formação, nomeadamente socorrismo, emergência médica e patologia de adição (alcoolismo e toxicodependência).
Na sequência de uma reforma operada em 1993, a ESSM transitou para a dependência do Chefe do Estado-Maior do Exército, ficando hierarquicamente dependente do seu Comando de Instrução. Manteve-se como um órgão de apoio a mais que um ramo, cuja missão primária é assegurar a formação na área da saúde, dispondo para isso de recursos humanos facultados pelos ramos (decreto-lei nº 50/93 de 26 de Fevereiro).
O Decreto Regulamentar nº4/94 de 18 de fevereiro classificou-a como um estabelecimento militar de ensino superior politécnico e aprovou o seu Estatuto. Conferiu-lhe capacidade para ministrar formação superior aos quadros permanentes dos três ramos das forças armadas nos domínios da enfermagem e das técnicas paramédicas, para realizar cursos de formação profissional de nível não superior na área da saúde noutros domínios, para além dos anteriormente referidos e ainda para organizar e realizar estágios e tirocínios de aperfeiçoamento, de reciclagem ou de actualização no âmbito da saúde. Atribuiu-lhe também a responsabilidade da formação de pessoal de saúde da Guarda Nacional Republicana, da Polícia de Segurança Pública, e do pessoal civil dos três ramos das Forças Armadas, bem como de outros países, no âmbito da cooperação técnico-militar. Estabeleceu que a aprovação nos cursos de ensino superior politécnico confere o grau académico de bacharel ou o diploma de estudos superiores especializados (pós-graduação), enquanto que a aprovação nos cursos de formação de nível não superior confere um diploma de frequência e aproveitamento. Desde 2001 (portaria nº 853/2001, de 37 de Julho), conforme anteriormente se afirmou, a ESSM passou a conferir o grau de licenciado nos cursos de enfermagem.
Em Junho de 2004 foi estabelecido um protocolo com a Escola Superior de Tecnologias da Saúde de Lisboa, para licenciaturas em Tecnologias da Saúde.
Em 2005 foi superiormente decidida a externalização dos cursos de licenciatura, na sua vertente técnica. Nesse mesmo ano foi estabelecido um protocolo de formação de licenciatura em enfermagem com a Escola Superior de Enfermagem Calouste Gulbenkian.
O decreto-Lei nº 186/2014, de 29 de dezembro determina a extinção da Escola do Serviço de Saúde Militar na data da entrada em funcionamento da Unidade de Ensino, Formação e Investigação da Saúde Militar (UEFISM), integrada na estrutura orgânica do Estado-Maior-General das Forças Armadas.
A Diretiva nº 70/CEME/15 determina que a partir de 1 de julho de 2015 e até à sua extinção (data ainda não definida), a ESSM fique na dependência direta do Comandante de Pessoal do Exército.
A partir de 1 de janeiro de 2017 a ESSM deixou de ministrar os cursos de licenciaturas em enfermagem e de tecnologias de diagnóstico e terapêutica tendo, em consquência, de ter o estatuto de estabelecimento de ensino superior.
Mantêm-se os cursos de formação em Saúde Militar para os três Ramos das Forças Armadas, Forças de Segurança e entidades civis com as quais tem protocolos.

## Protocolos celebrados pela Escola
- Cruz Vermelha Portuguesa, para Formação em Enfermagem : 30 de novembro de 2002
- Instituto Nacional de Emergência Médica : 16 de abril de 2002
- Escola Superior de Tecnologias da Saúde de Lisboa :  7 de junho de 2004
- Escola Superior de Enfermagem de Calouste Gulbenkian : 9 de junho de 2006, com efeitos desde o ano letivo de 2005-2006
- Escola Superior Agrária de Elvas do Instituto Politécnico de Portalegre : em 2010, para o curso de Enfermagem Veterinária
- Instituto de Higiene e Medicina Tropical e Laboratório Militar de Produtos Químicos e Farmacêuticos